# ミシェル・カーター
ミシェル・デニー・カーター（Michelle Denee Carter、1985年10月12日 - ）は、アメリカ合衆国の砲丸投を専門とする陸上競技選手。リオデジャネイロオリンピック女子砲丸投金メダリスト。その際に記録した20m63はアメリカ記録である。

## 来歴
2001年の世界ユース陸上競技選手権大会において銀メダルを獲得、2004年世界ジュニア陸上競技選手権大会では金メダルを獲得した。2008年の北京オリンピックでは15位、2012年のロンドンオリンピックでは5位に入賞した。2015年には世界陸上競技選手権大会で銅メダルを獲得した。
全米選手権では2008年、2009年、2011年、2013年～2016年に優勝を果たしている。テキサス大学在学中は、2006年にNCAA女子陸上競技選手権大会で優勝した。

## 人物
テキサス州レッドオークにあるレッドオーク高校（Red Oak High School）の卒業生である。
ミシェルの父・マイケル・カーターもまた元砲丸投のオリンピック代表選手で、NFLのスター選手でもあった。マイケルはオリンピックのメダルとスーパーボウルリングを同じ年に獲得した唯一のスポーツ選手である。父娘ともにアメリカの砲丸投の高校記録（National High School Record）を持っている。